# Jack (film)
Jack (v anglickém originále Jack) je americká filmová komedie z roku 1996. Režisérem filmu je Francis Ford Coppola. Hlavní role ve filmu ztvárnili Robin Williams, Diane Lane, Brian Kerwin, Jennifer Lopez, a Bill Cosby.

## Obsazení
| Robin Williams | Jack Powell       |
| Diane Lane     | Karen Powell      |
| Brian Kerwin   | Brian Powell      |
| Jennifer Lopez | Elena Marquez     |
| Bill Cosby     | Lawrence Woodruff |
| Fran Drescher  | Dolores Durante   |
| Adam Zolotin   | Louie Durante     |
| Todd Bosley    | Eddie             |